# Cancer edwardsii
El Cancer edwardsii (sinónimo de Metacarcinus edwardsii) es un crustáceo decápodo comestible, que se encuentra en la costa del océano Pacífico, desde Guayaquil en Ecuador hasta el estrecho de Magallanes en Chile, país este último donde esta especie es la de mayor captura entre los cangrejos de mar. Así, la jaiba marmola, como se le conoce en Chile, representaba en 2008 el 68% de las jaibas extraídas en el mar.

## Características
La jaiba marmola se distingue de otras especies por tener un caparazón muy convexo, excepto los bordes marginales que son planos; la región cardiaca está muy bien delimitada. Su superficie es ligeramente rugosa, los márgenes laterales multiden-
tados o lobulados con nueve dientes separados por estrechas fisuras; tiene tres dientes frontales anchos y cortos; de ellos, el central es más pequeño. Los pereiópodos son ligeramente largos y desnudos, con gránulos gruesos; los 
dactilopoditos son curvos y gruesos. El color del dorso del caparazón y de las patas es rojo-violáceo en el lado dorsal y amarillento en el lado ventral.
El desove, de acuerdo con observaciones realizadas en la Región de Los Lagos ocurre generalmente en primavera, y se calcula que en una hembra de 135 mm de ancho por 95 mm de largo de caparazón hay 1.600.000 huevos. Los ejemplares ovíferos se encuentran, por lo común, a poca profundidad, en esteros y lugares abrigados; la fecundación se realiza en aguas someras, es interna y se produce generalmente cuando la hembra tiene el caparazón blando. Consiste en la deposición de uno o más espermatóforos, que contienen muchos espermatozoides; en el espermatóforo, los gametos pueden ser viables hasta por un año posterior a la cópula. Cada hembra tiene un par de ovarios, y uno de ellos madura totalmente dos meses después de la cópula. En esta primera ovulación, los folículos se expanden y los óvulos son fecundados con parte de los gametos del espermatóforo; la gónada tiene una apariencia color naranja.
Los hábitos de alimentación de la jaiba marmola son diurnos; se alimenta de peces, gusanos marinos, choritos, ostras y otros mariscos. Son omnívoros, detritívoros y carroñeros; su dieta puede variar sustancialmente dependiendo de la estación del año, la localidad y su estado ontogenético; son capaces de consumir diariamente entre el 6 y el 10% de su peso corporal. La talla mínima legal de captura es de 120 mm, tamaño que los machos alcanzarían a los 7 años de edad y 
las hembras, a los 11.